# Вальдес, Диего Альфонсо
Дие́го Альфо́нсо Вальде́с Контре́рас (исп. Diego Alfonso Valdés Contreras; 30 января 1994, Сантьяго, Чили) — чилийский футболист, полузащитник клуба «Америка» и сборной Чили.

## Клубная карьера
Вальдес — воспитанник клуба «Аудакс Итальяно». 15 сентября 2012 года в матче против «Универсидад Католика» он дебютировал в чилийской Примере. В 2013 году Диего завоевал место в основном составе клуба. 30 ноября в поединке против «Рейнджерс» из Талька он забил свой первый гол за «Аудакс Итальяно». Летом 2016 года Вальдес перешёл в мексиканский «Монаркас Морелия». Сумма трансфера составила 1,7 млн евро. 16 июля в матче против «Тихуаны» он дебютировал в мексиканской Примере. 24 июля в поединке против «Керетаро» Диего забил свой первый гол за «Монаркас Морелия».
В начале 2019 года Вальдес перешёл в «Сантос Лагуна». Сумма трансфера составила более 6 млн. евро. 6 января в матче против Лобос БУАП он дебютировал за новую команду. 25 февраля в поединке против «Толуки» Диего сделал «дубль», забив свои первые голы за «Сантос Лагуна». В том же году в розыгрыше Лиги чемпионов КОНКАКАФ против американского «Нью-Йорк Ред Буллз» и УАНЛ Тигрес он забил три мяча. 
В начале 2022 года Вальдес перешёл в столичную «Америку». Сумма трансфера составила более 10 млн. евро. 6 февраля в матче против «Атлетико Сан-Луис» он дебютировал за новую команду. 13 февраля в поединке против своего бывшего клуба «Сантос Лагуна» Диего забил свой первый гол за «Америку». 

## Международная карьера
В 2013 году Вальдес принял участие в молодёжном чемпионате мира в Турции. На турнире он был запасным и на поле не вышел. 29 января 2015 года в товарищеском матче против сборной США Диего дебютировал за сборную Чили. 8 июня 2018 года в поединке против сборной Польши он забил свой первый гол за национальную команду.
В 2019 году в составе сборной Вальдес принял участие в Кубке Америки в Бразилии. На турнире он был запасным и на поле не вышел.

### Голы за сборную Чили
| #   | Дата        | Место                              | Противник | Счёт | Результат | Соревнование      |
| --- | ----------- | ---------------------------------- | --------- | ---- | --------- | ----------------- |
| 01. | 8 июня 2018 | Городской стадион, Познань, Польша | Польша    | 2:1  | 2:2       | Товарищеский матч |